# Герб Мезана-Фріу
Ге́рб Меза́на-Фрі́у — офіційний символ містечка Мезан-Фріу, Португалія. Використовується як територіальний герб. У червоному щиті три чорні гори, покриті срібним снігом, перетяті внизу трьома хвилястими смугами — срібною, синьою і срібною. У главі щита пучок з трьох золотих пшеничних колосків. Обабіч нього два золоті виноградні грона. Щит увінчує срібна мурована містечкова корона з чотирма вежами.  Під щитом біла стрічка, на якій великими літерами напис португальською: «vila de Mesão Frio» (містечко Мезан-Фріу).  Офіційно затверджений 26 березня 1936 року.  

## Галерея

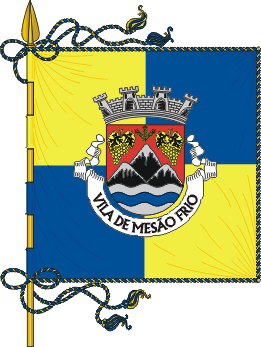
Прапор